# (33734) Stephenlitt
(33734) Stephenlitt est un astéroïde de la ceinture principale.

## Description
(33734) Stephenlitt est un astéroïde de la ceinture principale. Il fut découvert le 14 juillet 1999 à Socorro (Nouveau-Mexique) par le projet LINEAR. Il présente une orbite caractérisée par un demi-grand axe de 3,17 UA, une excentricité de 0,10 et une inclinaison de 5,8° par rapport à l'écliptique.